# ویلیام استرلینگ پارسونز
ویلیام استرلینگ پارسونز (انگلیسی: William Sterling Parsons؛ زاده ۲۶ نوامبر ۱۹۰۱ درگذشته ۵ دسامبر ۱۹۵۳) یک فرد نظامی اهل ایالات متحده آمریکا بود.